# Alicia Kaye
Alicia Beth Kaye (* 7. Oktober 1983 in Smithers, British Columbia) ist eine ehemalige kanadische Triathletin, die seit 2010 für die Vereinigten Staaten antrat.

## Werdegang

### Profi-Triathletin seit 1997
Alicia Kaye startet mit zwölf Jahren bei ihrem ersten Triathlon, wurde mit 14 Jahren kanadische Profi-Athletin und begann ihre internationale Elite-Karriere mit 16 Jahren, als sie im Jahr 2000 bei der Junioren-Weltmeisterschaft in Australien 21. wurde.
2006 wurde sie U23-Athletin des Jahres. Sie wurde ins amerikanische Olympia-Projekt USA Triathlon Project 2012 aufgenommen. Im August 2015 wurde sie Fünfte bei den Ironman 70.3 World Championships.

### Ironman-Distanz seit 2016
Im Mai 2016 startete sie erstmals bei einem Ironman-Rennen und sie belegte in Texas den fünften Rang – das Rennen wurde auf verkürztem Radkurs (94 statt 112 Meilen) ausgetragen.
In Puerto Rico konnte sie im März 2017 ihr viertes Ironman-70.3-Rennen gewinnen. Beim Ironman Mexico erzielte sie im November 2017 beim Schwimmen mit 41:49 min die schnellste jemals in einem Ironman-Rennen erzielte Zeit.
Im März 2018 gewann sie in Argentinien den Ironman 70.3 Bariloche. Seit 2019 tritt Alicia Kaye nicht mehr international in Erscheinung.
Alicia Kaye studierte Sportpsychologie (B.Sc.) und Sportmanagement bzw. Athletic Counselling (Master, 2009) und sie ist mit dem ehemaligen US-amerikanischen Triathleten Jarrod Shoemaker (* 1982; Bruder von Jenna Shoemaker) verheiratet.

## Sportliche Erfolge
| Datum/Jahr    | Rang | Wettbewerb                                    | Austragungsort   | Zeit     | Bemerkung                                                             |
| ------------- | ---- | --------------------------------------------- | ---------------- | -------- | --------------------------------------------------------------------- |
| 10. Jan. 2019 | 2    | Ironman 70.3 Pucón                            | Pucón            |          |                                                                       |
| 8. Dez. 2018  | 2    | Challenge Daytona                             | Daytona Beach    | 02:47:58 | Verkürzter Kurs: 1,6 km Schwimmen, 60 km Radfahren und 13,1 km Laufen |
| 27. Okt. 2018 | 2    | Ironman 70.3 Waco                             | Waco             | 03:50:11 |                                                                       |
| 11. März 2018 | 1    | Ironman 70.3 Bariloche                        | Bariloche        | 04:42:32 |                                                                       |
| 9. Sep. 2017  | 13   | Ironman 70.3 World Championships              | Chattanooga      | 04:31:14 |                                                                       |
| 19. März 2017 | 1    | Ironman 70.3 Puerto Rico                      | San Juan         | 04:18:04 |                                                                       |
| 15. Jan. 2017 | 2    | Ironman 70.3 Pucón                            | Pucón            | 04:32:38 |                                                                       |
| 11. Juni 2016 | 4    | Ironman 70.3 Boulder                          | Boulder          | 04:21:29 |                                                                       |
| 24. Apr. 2016 | 2    | St. Anthony's Triathlon                       | St. Petersburg   | 01:58:54 |                                                                       |
| 26. Juli 2015 | 1    | Ironman 70.3 Calgary                          | Calgary          | 04:12:09 |                                                                       |
| 13. Juni 2015 | 1    | Ironman 70.3 Boulder                          | Boulder          | 04:13:10 |                                                                       |
| 30. Aug. 2015 | 5    | Ironman 70.3 World Championships              | Zell am See      | 04:27:39 |                                                                       |
| 26. Apr. 2015 | 1    | 5150 St. Anthony's Triathlon                  | St. Petersburg   | 02:00:30 |                                                                       |
| 27. Feb. 2015 | 6    | Challenge Dubai                               | Dubai            | 04:19:47 | beim ersten Rennen der „Challenge Triple-Crown-Serie“                 |
| 7. Sep. 2014  | 1    | Ironman 70.3 Muskoka                          | Huntsville       | 04:36:59 |                                                                       |
| 31. Aug. 2014 | 2    | Hy-Vee Triathlon 5150                         | Des Moines       | 01:55:52 | U.S. Championships                                                    |
| 22. Juni 2014 | 1    | 5150 Tri Rock Philadelphia                    | Philadelphia     | 01:59:36 |                                                                       |
| 20. Okt. 2013 | 1    | Life Time Tri Series Oceanside                | Oceanside        | 01:58:34 | Sieg vor der Dänin Helle Frederiksen                                  |
| 25. Aug. 2013 | 1    | Life Time Chicago Triathlon                   | Chicago          | 02:01:54 |                                                                       |
| 23. Juni 2013 | 1    | 5150 Muskoka                                  | Muskoka          | 02:02:34 |                                                                       |
| 28. Apr. 2013 | 1    | 5150 St. Anthony's Triathlon                  | St. Petersburg   | 01:57:10 |                                                                       |
| 9. März 2013  | 4    | ITU Sprint Triathlon Pan American Cup         | Clermont         | 01:00:44 |                                                                       |
| 22. Juli 2012 | 1    | 5150 Muskoka                                  | Muskoka          | 02:07:13 | [ 3 ]                                                                 |
| 20. Mai 2012  | 1    | Memphis in May Triathlon                      | Tunica           | 02:03:16 |                                                                       |
| 29. Apr. 2012 | 2    | 5150 St. Anthony's Triathlon                  | St. Petersburg   | 01:59:16 |                                                                       |
| 19. Juni 2011 | 1    | 5150 Washington                               | Washington, D.C. | 01:04:15 |                                                                       |
| 9. Nov. 2002  | 17   | ITU Triathlon World Championship Junior Women | Cancún           |          | Triathlon-Weltmeisterschaft Junioren                                  |
| 22. Juli 2001 | 22   | ITU Triathlon World Championship Junior Women | Edmonton         | 02:10:10 | Triathlon-Weltmeisterschaft Junioren                                  |
| 30. Juli 2000 | 14   | ITU Triathlon World Cup                       | Corner Brook     | 02:22:24 |                                                                       |
| 30. Apr. 2000 | 21   | ITU Triathlon World Championship Junior Women | Perth            | 02:22:19 | Triathlon-Weltmeisterschaft Junioren                                  |

| Datum/Jahr    | Rang | Wettbewerb     | Austragungsort | Zeit     | Bemerkung                                                                                                   |
| ------------- | ---- | -------------- | -------------- | -------- | --- |
| 26. Nov. 2017 | 12   | Ironman Mexico | Cozumel        | 09:38:11 | |
| 14. Mai 2016  | 7    | Ironman Texas  | The Woodlands  | 08:29:29 | erster Start bei einem Ironman-Rennen – Austragung des Rennens auf verkürztem Radkurs (94 statt 112 Meilen) |

(DNF – Did Not Finish; DNS – Did Not Start)